# Лиса Гора (Первомайський район)
Лиса Го́ра — село в Україні, у Мигіївській сільській громаді Первомайського району Миколаївської області. Населення — 4502 особи. З грудня 1944 до січня 1959 Лиса Гора була центром Лисогірського району Миколаївської області.
На північний схід від села розтовашований ландшафтний заказник «Міщанська Балка».

## Історія

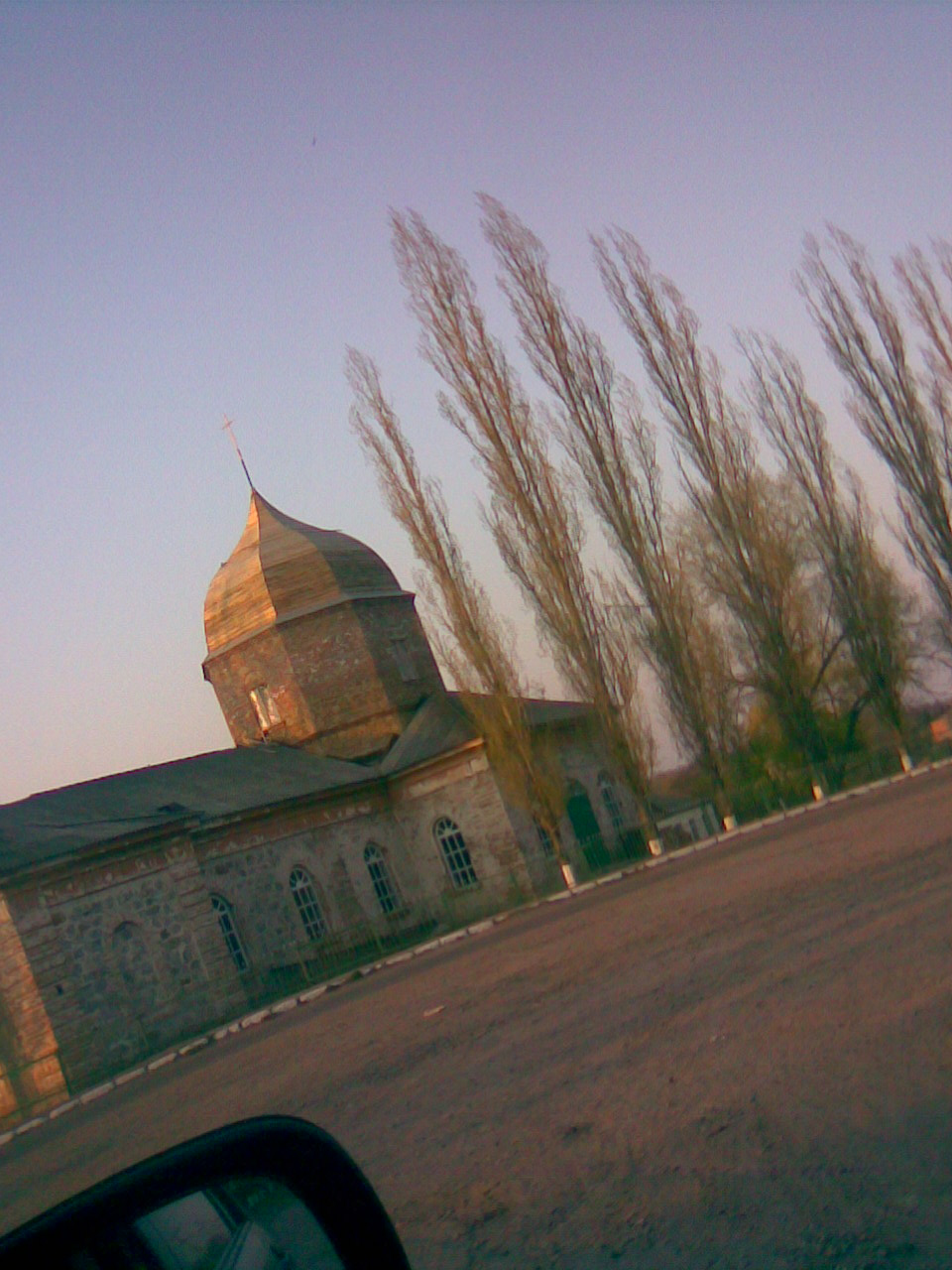
Храм Покрови Пресвятої Богородиці

### Дике поле
Територія навколо Лисої Гори входить в зону однієї з найдавніших в Європі землеробської буго-дністровської культури. В IX — VIII столітті до н. е. на території Лисої Гори проживали кімерійці. Згодом їх витіснили іранські племена скіфів. Тут був правічний степ. До ІІ століття н. е. тут проживали скіфи, займаючись скотарством. Пізніше зі сходу прийшли сарматські племена. З III — Х століття територію Лисої Гори поступово заселяють слов'янські племена. З Х століття ці землі входять до складу Київської держави.
З Х — XIII століття південні землі захоплюють кочівники. А після татаро-монгольської навали край надовго обезлюднився.
Протягом другої половини XIV — першої половини XV століття територія навколо Лисої Гори стала місцем військових дій Литви проти ногайських князів. Із середини XV століття територія входить в Велике князівство Литовське, а з 1475 землі навколо Лисої Гори займають османи.

### Козацький зимівник
Своєю появою Лиса Гора завдячує Запорізькій Січі, яка розкинула по всьому Дикому полю козацькі паланки, які в ті часи були прикордонними заставами, що оберігали Україну від нападів та спустошень турків та татар. В ті часи з'явився сторожовий зимівник запорізьких козаків Лиса Гора, що був добре укріпленим форпостом.
За свідченнями історичних документів перше поселення на території Лисої Гори виникло у 1751 році, після звільнення краю від турецько-татарських набігів.
Заснування села відносять до 1757 року. Військова адміністрація фортеці святої Єлизавети, встановила форштадт в Лисій Горі, і протягом першого десятиріччя існування укріпленого пункту заохочувала втікачів від кріпосного гніту та видавала їм «відкриті листи» на заселення Лисої Гори. У 1757 році право на поселення поруч з урочищем Лиса Гора на річці Чорний Ташлик отримав розкольник А.Гридін.

### За часів імперії
На генеральній карті південного краю, складеного геодезистом Іваном Ісленьєвим у 1779 році, Лиса Гора зазначалася як село, у якому є діючий храм. Протягом 70-х років 18 століття Лиса Гора заселялася кріпаками-втікачами з Полтавщини, Чернігівщини, Курської губерній та Молдавії. У 80-х роках село стало станицею Бузького козацького війська. Під час російсько-турецької війни 1787—1792 років дві сотні лисогірських козаків брали участь у бойових діях. У селі створили укріплений командний пункт де бували Олександр Суворов та Михайло Кутузов. Для забезпечення поїздки цариці Катерина ІІ до Одеси, для неї в Лисій Горі був збудований палац, у якому потім було волосне управління, а згодом школа.
З 1815 року лисогірців перевели у стан військових селян, а Лиса Гора отримала статус військового поселення. З 1817 року Лиса Гора входила до складу поселенської уланської дивізії. Лисогірці поповнили 1-й та 2-й взводи 2-го поселенського ескадрону. Після ліквідації військових поселень у 1857 році лисогірців перевели у стан державних селян. Лиса Гора стає волосним центром Єлисаветградського повіту Херсонської губернії, центром 12 волості 3 округу Херсонських державних поселень.
З 1859 року в селі розташовувався штаб артилерійського дивізіону і 1-й ескадрон 5-ї легкої кавалерійської дивізії в складі 178 чоловік.
Селянська реформа 1861 року погіршила становище лисогірських селян. Далеко не всі змогли отримати землю. Викуп земельних наділів здійснювався в інтересах поміщиків. Виснажлива праця призводила до захворювань та каліцтва селян. Селом у цей період 16 разів пройшла холера.
В той же час підприємці села мали в своєму розпорядженні 4 кузні, 8 крамниць, 3 шинки, олійню, 4 водяні та 12 вітряних млинів та крупорушки.
Військова поразка самодержавства в війні з Японією, дорожнеча, збільшення безробітних сприяло створенню революційної ситуації в імперії та в тому числі і в Лисій Горі.
Станом на 1886 рік у містечку, центрі Лисогірської волості Єлисаветградського повіту Херсонської губернії, мешкало 3068 осіб, налічувалось 730 дворових господарств, існували 2 православні церкви, єврейський молитовний будинок, земська станція, 8 лавок та 3 постоялих двори, відбувались базари по вівторках.
В 1896 в Лисій Горі налічувалось дворів 942, мешканців 5844 (2948 чол., 2896 жін.), 3 школи: земська і 2 церковнопарафіяльні — 175 учнів (135 ч., 40 ж.), метеорологічна станція, лікар, 2 фельдшера і фельдшер-акушерка, земська поштова станція, 15 лавок, 3 корчми, пивна лавка.
В 1913 в Лисій Горі діяли: телефонна станція Єлисаветградської повітової земської телефонної мережі; земська агрономічна дільниця, яку очолював агроном Володимир Іванович Любич-Жолковський; поштово-телеграфне відділення, яке очолював Іван Андрійович Афанасьєв; низка кредитних товариств; аптека (провізор Абрам Вассер); представники Ровенського благочинничеського округу (благочинний Миколай Меркулов і настоятель церкви Петра і Павла Миколай Добровольський (батько народного артиста СРСР Віктора Добровольського)); камера земського начальника (12-а дільниця) (земський начальник Лев Львович Степанов); 7-й поліцейський стан (пристав — Володимир Володимирович Зевеко).
Під час революції 1905-07 років в Лисій Горі розповсюджувалася революційна література і листівки, проходили численні мітинги і зібрання селян. 15.07.1906 року група лисогірців на чолі з З. Селіоновим розповсюджувала листівки. Урядник намагався їх заарештувати, але лисогірці побили його та старосту. Після чого викликані з Вознесенська козаки вчинили розправу над селянами. Селіонов отримав 10 років ув'язнення.

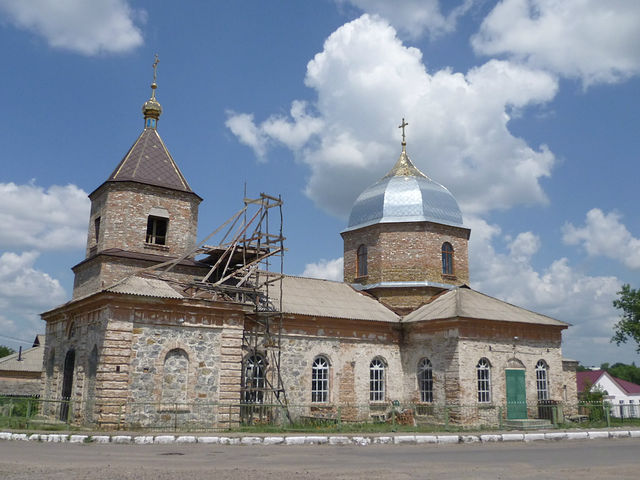
Відновлення Храму Покрови Пресвятої Богородиці

### Перша Світова війна 1914—1918рр.
Початок Першої Світової війни загострив соціальні протиріччя в містечку. Шістсот лисогірців були призвані в царську армію. Лише у 1914 році на війні загинуло 32 чоловіки з Лисої Гори та 20 повернулися каліками. У 1915—1916 роках з фронту повернулося в містечко 200 покалічених солдат. У 1915 році лисогірці зібрали для фронту 8 тис. крб, та 995 пудів хліба.

### Революційний період
У 1917 році в містечку було створено Земельний комітет Лисогірської волості, який сприяв зниженню орендної плати за землю. На вимогу комітету розділити 320 десятин землі між сирітськими сім'ями, сюди прибув повітовий комісар Тимчасового уряду у супроводі козаків з погрозами за самоуправство.
Жовтень 1917 року Лисогірці зустріли неоднозначно. В містечку було створено волосну раду селянських депутатів до якої увійшли фронтовики, головою було обрано Албула А. П.
У січні 1918 в Лисій Горі було обрано військово-революційний комітет. А вже з березня 1918 року тут розмістився німецько-австрійський гарнізон, який розігнав волосну раду. В цей час було створено партизанський загін з 50 осіб на чолі з Ф. С. Демченком. Партизани вигнали німців із села і цілий тиждень утримували його.
У другій половині 1918 року на території Лисогірської волості було створено територіальний гетьманський полк, який організував повстання проти більшовиків у 1919. З грудня 1918 року влада в містечку перейшла до рук Директорії Української Народної Республіки. Крім того діяли формування Старченка та Яковлєва, які повністю були ліквідовані більшовиками лише в 1921 році.
18 березня 1919 року Лису Гору захопили частини Червоної армії. У травні було утворено перший компартійний осередок на чолі з Албулом А. П. Але збройні повстання не припинялися. Повстанці обстріляли бронепоїзд та захопили в полон матроса та 6 червоноармійців, яких розстріляли. Згодом бійці 45-ї більшовицької дивізії були перепоховані в центральному парку Лисої Гори.
В кінці серпня 1919 року містечко захопили денікінці, що утримували його більше півроку, грабуючи місцеве населення. 1 лютого 1920 року в результаті наступу Червоної армії 135-ї стрілецької більшовицької дивізії на чолі з комбригом М. В. Голубенко, більшовики знову захопили владу в Лисій Горі.

### Колективізація
На кінець першої п'ятирічки суцільна колективізація в селі була завершена. В 1929—1931 роках тут було створено десять колгоспів: «Друга п'ятирічка», «Серп і молот», «Будьонного», «Сталіна», «Новий побут», «Більшовик», «Чорноморська комуна», «Молотова», «Вільний друг», «Леніна».

### Голодомор
Вже взимку 1931—1933 року в більшості лисогірців склалося скрутне становище з продовольством, під час хлібозаготівель влада вилучала навіть продовольче зерно. Тому навесні 1932 року спалахнув справжній голод. В селі були утворені бригади з викачування зерна. які звалися «буксирами» до яких входили активісти партії та сільради. Такі бригади забирали у людей все, що можливо було їсти. Хто не хотів віддавати добровільно їх били, руйнували стіни в хаті та проломлювали дахи.
Погроми та терор проти мирного населення були настільки брутальними, що пізніше Одеський кримінальний суд порушив справу проти голови сільради та його поплічників. У обвинувальному висновку визнано факти терору голодомором, який систематично застосовувався представниками комуністів: «Знущання та нанесення побоїв біднякам і середнякам, незаконні масові штрафи, конфіскація майна і розбазарювання його, безпідставне руйнування хат, незаконне виселення за село бідняків і середняків, та в решті, решт затравлювання: 19 лютого 1933 року стався випадок, коли доведений до відчаю, бідняк Баландін Никифор зарізав свою родину — дружину та трьох дітей віком від 1 року до 6 років, а сам повісився».

### Сталінські репресії
За роки сталінських репресій було страчено більш як 118 лисогірців. Насамперед це одноосібники, що не хотіли вступати в колгоспи та сільська інтелігенція. В селі було викрито так звану «Групу вчителів» на чолі з директором школи Трикіним Миколою Дмитровичем, які читали дітям Історію України написану М. Грушевським. Освітяни Лисої Гори Трикін Микола Дмитрович, Баландін Юхим Андрійович, Фіалковські Костянтин Дмитрович та Павло Дмитрович, Туз Федор Маркіянович, Березовський Яків Антонович були страчені на ряду з іншими безвинними лисогірцями.

### Німецько-радянська війна 1941—1945рр.
Після віроломного нападу гітлерівської Німеччини на СРСР та початку окупації України, 1520 лисогірців з перших днів німецько-радянської війни пішли на фронт, 652 чоловіка з війни не повернулися. За мужність і відвагу нагороджені орденами і медалями 1336 лисогірців. Уродженець села Вахненко О. Я. за форсування Дніпра удостоєний звання Героя Радянського Союзу.
31 липня 1941 року німецька авіація піддала село бомбардуванню. Наступного дня 01 серпня 1941 року о 7 годині ранку в село увірвався загін гітлерівської мотопіхоти. 13 вересня 1941 року німці розстріляли в центрі Лисої Гори 247 лисогірських євреїв.
За роки окупації Лисої Гори, нацисти вивезли до Німеччини 171 особу. Перед відступом із села 18 березня 1944 року німці розстріляли 5 жінок. 24 чоловіка забрали із собою. Вранці 20 березня 1944 року Лиса Гора була звільнена від нацистів, силами військ Другого українського фронту, а саме 39-го гвардійського корпусу 13 гвардійської Полтавської стрілецької дивізії під командуванням генерал-майора Г. В. Бакланова.

### Соціально-економічний розвиток

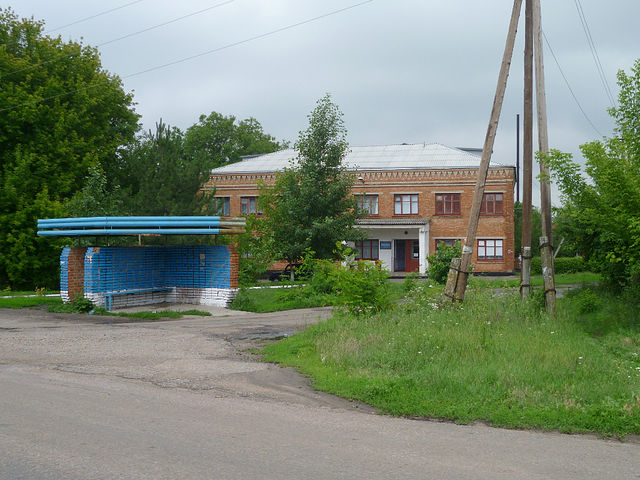
Лисогірська поліклініка

Повоєнний соціально-економічний розвиток в селі призвів до покращення в усіх сферах життя лисогірців. З 1950—1980 роки в селі збудовано нове приміщення середньої школи, спальний корпус школи інтернату, сільмаг, магазин культтоварів, чайну, житлові будинки, критий ринок, споруджено залізобетонний міст через річку Чорний Ташлик, асфальтовано 10 км вулиць, проведено 3 км водопроводу. Село повністю електрифіковано, діяла автоматична телефонна станція.
З прийняттям Указу Президента України «Про невідкладні заходи щодо прискорення реформування аграрного сектору економіки» з грудня 1999 року [Архівовано 20 березня 2022 у Wayback Machine.] з'явилися всі передумови для перебудови суспільно-політичних та економічних взаємовідносин. В Лисій Горі після реформи почали формуватися земельні відносини ринкового типу, набули розвитку майнові відносини, сформовано сектор селянських фермерських господарств, закладено підґрунтя для розвитку сільськогосподарських підприємств. Успішно працює в селі сільськогосподарське підприємство «Ніко» на чолі з директором Чатікяном Араіком Феліксовичем.

### Російсько-українська війна з 2014р.
Після віроломного нападу Росії на Україну та анексії Кримського півострова десятки лисогірців-волонтерів почали допомагати Збройним силам України та Національній Гвардії. Лисогірська швейний фабрика «Влад Плюс» налагодила пошиття бронежилетів та теплого одягу для військових. Серед українських солдатів, які воюють на півдні та сході України, лисогірці Микола Швидя, Андрій Цимбаленко, Дмитро Новіченко, Роман Болехівський, Сергій Чередних, Василь Саєнко, Анатолій Клименко, Олександр Завгородній та інші. Вісім лисогірців брали участь у боях на підступах до Маріуполя.
11 листопада 2014 р. загинув у бою з російською розвідувально-диверсійною групою, уродженець Лисої Гори, командир роти 28-ї окремої механізованої бригади старший лейтенант Сенкевич Максим Олегович (1989 р.н.), в 150 метрах від опорного пункту бригади поблизу села Березове на Донеччині. Похований в селі Чаусове-2.. Нагороджений орденом Богдана Хмельницького III ступеня (4.6.2015, посмертно).

### Основні дати
З 17 ст. існував зимівник запорізьких козаків, що мав назву Лиса Гора. Добре укріплений форпост на північно-західних межах Запорізької Січі.
1751 — перша колонія на території сучасного села виникла на місці сторожового зимівника запорізьких козаків, що іменувався Лисою Горою і був добре укріпленим форпостом.
1754—1759 й 1761—1764 входило до складу Новослобідського козацького полку.
1843 побудовано та освячено на честь Покрови Пресвятої Богородиці кам'яний храм.
1848 збудовано та освячено на честь Святих Апостолів Петра і Павла дерев'яний, з кам'яною дзвіницею храм.
1857—1917 адміністративний центр Лисогірської волості Єлизаветградського повіту Херсонської губернії, село в складі Української Народної Республіки.
1894 на прохання лисогірської громади земська управа виділила 1 десятину землі під побудову лікарні.
1862 в Лисій Горі завдяки земству відкрито волосну громадську школу, де навчалося 75 дітей.
1890 в селі відкрито церковнопарафіяльну школу, де навчалося 27 учнів.
1896 відкрито сільську земську школу, де навчалося більше 100 учнів з усієї Лисогірської волості.
1920—1923 адміністративний центр Лисогірської волості Первомайського повіту Одеської губернії.
1923—1926 адміністративна одиниця Благодатнівського району Першомайської округи.
З 03.02.1926. по 13.06.1930. адміністративний центр Лисогірського району Першомайської округи.
1930—1937 адміністративна одиниця Благодатнівського району Одеської області.
У 1937—1944 адміністративна одиниця Благодатнівського району Миколаївської області.
20 березня 1944 Лиса Гора визволена від нацистів солдатами 39-го гвардійського корпусу 13 гвардійської Полтавської стрілецької дивізії Другого Українського фронту під командуванням генерал-майора Г. Бакланова.
З 05.12.1944 до 21.01.1959 адміністративний центр Лисогірського району Миколаївської області.
З 1959 адміністративна одиниця Первомайського району Миколаївської області.

## Населення
Лиса гора є багатонаціональним україномовним селом. У різні часи населення села змінювалося. Так в 1926 році населення села становило 9734 чоловіки. У 1980-ті роки населення перевищувало 10 тисяч осіб. Станом на 01.01.2006 року в селі проживає 4566 чоловік. З них:
- українці — 70 % або 3196 осіб
- молдовани — 20 % або 913 осіб
- росіяни — 5 % або 228 осіб
- вірмени, азербайджанці, білоруси, болгари, цигани та євреї — 5 % або 228 осіб.

### Мова
Розподіл населення за рідною мовою за даними перепису 2001 року:
| Мова            | Кількість | Відсоток |
| --------------- | --------- | -------- |
| українська      | 4200      | 93.29%   |
| російська       | 162       | 3.60%    |
| румунська       | 110       | 2.44%    |
| болгарська      | 8         | 0.18%    |
| білоруська      | 4         | 0.09%    |
| вірменська      | 4         | 0.09%    |
| угорська        | 1         | 0.02%    |
| інші/не вказали | 13        | 0.29%    |
| Усього          | 4502      | 100%     |

## Освіта та культура

### Навчальні заклади

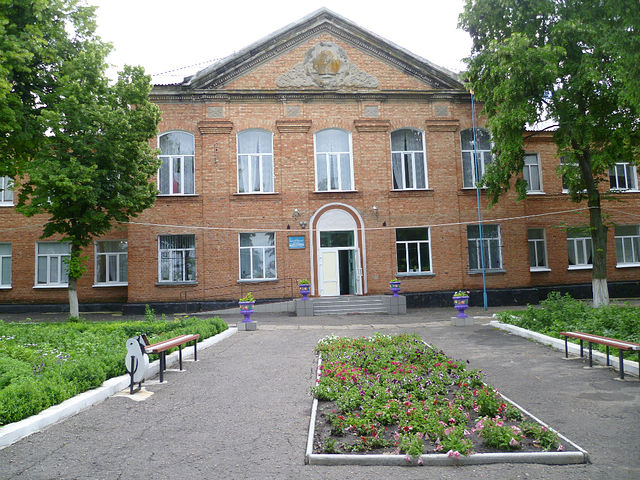
Школа-інтернат № 5

- Лисогірська середня школа № 1 [Архівовано 29 вересня 2013 у Wayback Machine.]
- Лисогірська восьмирічна школа № 2 (закрита)
- Лисогірська восьмирічна школа № 3 (закрита)
- Лисогірська школа-інтернат № 5
- Лисогірський навчально-виробничий комбінат
- Лисогірська станція юних техніків
- 4 дитячих садків (залишився діючим один)

### Заклади культури та спорту
- Сільський будинок культури
- Будинок культури «Дружба»
- Будинок культури «Ілліча»
- 12 бібліотек, книжковий фонд 61 840 книг
- Лисогірський краєзнавчий музей
- Спортивний стадіон

### Періодичні видання
- Лисогірська районна газета «Прапор комунізму» (1944—1958)
- Лисогірська районна газета «Зоря» (1944—1959)
- Сільська громадська газета «Лисогірчанка» (з 2008)[12].

### Пам'ятники
- Пам'ятник Лесі Українки
- Пам'ятник Тарасу Шевченку
- Пам'ятник воїнам-землякам
- Пам'ятник загиблим в роки Другій світовій війни
- Пам'ятний камінь на місці розстрілу 13.09.1941 року нацистами лисогірських євреїв.
- Пам'ятний знак жертвам сталінського терору

### Громадські організації
- Лисогірська громадська організація «До витоків» (з 2011)

## Сільська символіка

### Герб та прапор
Сільська символіка затверджена рішенням 9 сесії 6 скликання від 20.10.11р. № 1 Лисогірської сільської ради. Прапор являє собою прямокутне синє полотнище. Синій колір символізує небесну вись, чисті води, вірність, чесність та бездоганність. Посередині полотнища є вишите жовтими нитками зображення герба, який має форму кола. Жовтий колір означає силу, багатство, постійність. Це колір стиглої пшениці та жита. Найбільший символічний знак герба — Сонце. На Сонці видніється церковний купол — символ віри православних та храму Святої Покрови — Пресвятої Богородиці — заступниці і покровительки українських козаків. Напис — знак Л Г, у якому впізнаються початкові літери назви села -Лиса Гора.
Дві схрещені шаблі — козацька зброя, символ невпинної боротьби українців. Сонце і промінці — символ життя, тепла, миру. Цифри 1751 — дата заснування козацького поселення. Розміщені зліва і справа пшеничні колоски — символ достатку, мирної праці жителів населеного пункту. Напис «Воля, Вітчизна, честь» на стрічці — головні цінності у житті лисогірчан.

### Гімн
Милує око широчінь полів,

Колоссям золотяться хлібні ниви

І теплі руки наших трударів,

Немов до щастя, тягнуться за ними.

Приспів:

Живи, Лисогоро, козацька родино,

Наш Боже великий, їй путь освяти.

Ми будем плекати тебе, як калину,

І в нашому серці ти будеш завжди.

Свободи і щастя надія

Повернулась до тебе з віків,

Бо не вмерла й не вмре твоя мрія,

Як не вмре солов'їний твій спів.
Приспів

Під кручами всміхнулася журба,

Над течією чистою, стрімкою,

І зливами розчесана верба

Схилилась над прозорою водою.
Приспів

Козацькому роду

Нема переводу!

Нема переводу

Козацькому роду!

## Відомі постаті
Військовики:
- Вахненко Олексій Якович (1920—†1980) — учасник Другої Світової війни, Герой Радянського Союзу.
- Чабанов Іван Миколайович (1923—†2001) — учасник Другої Світової війни, повний кавалер ордена Слави.
- Березовський Микола Олександрович (1923—†2000) — учасник Другої світової війни, кавалер ордена Вітчизняної війни.
- Немировський Яків Мойсейович (1911—†1992) — учасник Другої Світової війни, генерал-майор авіації[14].
- Кириленко Андрій Миколайович (1922—†2006) — підполковник, льотчик-випробувач, брав участь у першому випробуванні термоядерної бомби.[15]
- Сенкевич Максим Олегович (1989—†2014) — старший лейтенант. Командир роти 28-ї окремої механізованої бригади. Лицар ордена Богдана Хмельницького III ступеня (4.6.2015, посмертно).[16]
- Куницький Петро Тимофійович (1928) — генерал-майор Генерального штабу Збройних сил СРСР.
- Ляшенко Валентин Андрійович (1946) — контр-адмірал РФ[17].

Діячі культури та освіти:
- Добровольський Віктор Миколайович (1906—†1984) — український актор. Народний артист СРСР (1960).
- Цушко Сергій Вікторович (1945) — український поет, перекладач, бард.
- Позняк Павло Іванович (1929—†2001) — український журналіст, письменник. Заслужений працівник культури України, лауреат премії імені В. Огнєва[18].
- Педченко Галина Данилівна (1926—†2016) — українська поетеса[19].
- Болехівська Марія Андріївна (1930) — вчитель математики. Мати-героїня. Майстриня народної творчості. Лауреат районних і обласних оглядів народної творчості[20].
- Тупайло Семен Володимирович (1938) — український журналіст. Вчитель української мови та літератури. Був кореспондентом відділу історії та національного відродження «Радянського Прибужжя».
- Іванова Раїса Федосіївна (1929) — майстриня вжиткового мистецтва. Неодноразово її роботи виставлялись у Миколаєві, Києві. Нагороджена медаллю ВДНГ СРСР. ЇЇ неповторні два рушники закупили київські музеї.
- Шелякіна Олена Григорівна (1927) — була делегатом Всесоюзного з'їзду учителів у 1978 році, нагороджена орденом «Знак Пошани».

Науковці:
- Квасницький Олексій Володимирович(1900—†1989) — доктор біологічних наук, професор, академік АН УРСР, Заслужений діяч науки України, Герой Соціалістичної Праці[21].
- Позняк Володимир Тимофійович(1930—†1993) — доктор історичних наук, професор. Заслужений працівник вищої школи України (1993).
- Саєнко Юрій Іванович (1936—†2016) — доктор економічних наук, професор
- Шитюк Микола Миколайович (1953—†2018) — доктор історичних наук, професор, Заслужений діяч науки і техніки України.
- Цушко Іван Іванович (1959—†2014) — кандидат філософських наук, науковий співробітник Психологічної служби системи освіти України[22].
- Тесельський Олександр Павлович — Кандидат хімічних наук, доцент кафедри органічної хімії Харківського політехнічного інституту[23].
- Дульдієр Опанас Миколайович (1928) — кандидат медичних наук[24].
- Колесник Валерій Якович (1938) — кандидат ветеринарних наук, Відмінник освіти України[25].
- Беженар Анатолій Опанасович (*1939) — кандидат медичних наук. Онколог. Працював в Національному інституті раку (1969—2009) та з 2009 року в онкологічній клініці "Медична клініка «Інновація».
- Турчин Микола Олександрович (*1969) — Заслужений лікар України (2021)[26], Генеральний директор Дніпровської міської лікарні № 21 ім. проф. Євгенії Попкової.

Політики:
- Радковський Олег Володимирович (1960) — Народний депутат України. Кандидат технічних наук.
- Вовк Світлана Анатоліївна (1958) — Голова Первомайської райради.
- Дромашко Людмила Григорівна (1955) — міський голова міста Первомайськ. Заслужений економіст України (08.2010).
- Косташенко Олександр Михайлович (1958) — начальник відділу у справах релігії Миколаївської ОДА. Кандидат філософських наук
- Талпа Михайло Володимирович (1983) — голова Первомайської РДА.
- Кабашна Олена Миколаївна (1953) — українська правозахисниця, Голова асоціації «ДАНА», працювала над проектами з попередження насильства в сім'ї та торгівлі людьми. Навчалася в США. Працювала в експертній групі ООН з попередження торгівлі людьми. Балотувалась в Народні депутати України від ВО «Батьківщина» (2014). Керівник громадської юридичної приймальні Української Гельсінської Спілки з прав людини в Миколаєві[27]. Донька Позднякової Ганни Сергіївни — директора Лисогірської восьмирічної школи № 2[28][29][30].

Підприємці:
- Цушко Харлампій Іванович (1922—†1999) — Герой Соціалістичної Праці (1971).
- Хабаров Валерій Оскарович (1947—†2008) — начальник Миколаївського морського торгового порту.
- Яцевілов Віктор Федорович (1950) — голова правління ПАТ «Завод Фрегат».

Довгожителі:
- Возіян Клавдія Семенівна (Жолка) (1916–2019) — померла на 103 році життя. Вчитель біології та географії. Працювала завучом лисогірської восьмирічної школи № 2.